# 孔令鉴
孔令鉴（1945年—2025年7月1日），男，中华人民共和国政治人物，曾任国有重点大型企业监事会主席，中国保利集团公司外部董事。